# Handbuch der Sternbilder
Das Handbuch der Sternbilder (seit der 5. Auflage: Handbook of the Constellations – Handbuch der Sternbilder) der Autoren Hans Vehrenberg und Dieter Blank ist ein großformatiger Sternatlas. Es galt jahrelang als eines der Standardwerke für Amateurastronomen zur schnellen Orientierung unter den Sternbildern und Himmelsobjekten.
Den Sternkarten auf den rechten Buchseiten sind links die Daten der wichtigsten Sterne und sonstigen Objekte gegenübergestellt.
Auch heute ist das Buch noch beliebt und verbreitet. Ab der 5. Auflage von 1987 wurden die deutsche und englische Ausgabe zusammengelegt. Das Buch wurde vom Treugesell-Verlag aus Düsseldorf vertrieben.